# روستون كيلي
ولد روستون كيلي في عام 2013، حصل على قصته الأولى مع أغنية تيم ماكجراو «ناشفيل بدونكم»، والتي ظهرت على ألبوم ماكجراو لناين من الحرية. بعد إبرام صفقة قياسية مع ميدان واشنطن في رازر أند ربس، أطلق أول عرض له في برنامج EP هالوين من إنتاج مايك موجيس في عام 2017.
في عام 2018، وقّع كيلي مع Rounder Records، وأطلق ألبوم «نجم الموت» لأول مرة في الاستوديو ليحظى بالاستحسان الحاسم.

## الحياة الشخصية
كافح كيلي مع إدمان المخدرات لسنوات وقرر مواصلة حياة من الرزانة بعد جرعة زائدة في ديسمبر 2015. وقال كيلي في مقابلة مع صحيفة «لقد ذهبت لاعادة التأهيل مرة واحدة، ولكن كان كل ما يمكنني تحمله، لذا كان هذا النوع من إعادة التأهيل في نورث كارولاينا من ضرب الكتاب المقدس».
التقى كيلي بزوجة كاكي موسكريفز بعد أداء العرض في Bluebird Café في ناشفيل في مارس 2016. وقد تزوجوا في أكتوبر 2017.

## ديسكغرفي

### إبس
- هالوين (2017)

### ألبومات الاستوديو
- نجمة الموت (2018)

## جولات
العنونة
- جولة الموت نجمة الخريف (2018-2019) [2]

عرض افتتاحي
- بورت سانت جو تور (for Brothers Osborne) (2019) [3]

## مؤلف الأغاني
| عام  | فنان          | الألبوم               | عنوان               | شارك في الكتاب              |
| ---- | ------------- | --------------------- | ------------------- | --------------------------- |
| 2013 | تيم ماكجرو    | ممران من الحرية       | "ناشفيل بدونك"      | كايل جاكوبس، جو ليذرز       |
| 2014 | جوش أبوت باند | ليلة الثلاثاء EP      | "ليلة الثلاثاء"     | جوش أبوت                    |
| 2015 | جوش أبوت باند | مقعد الصف الأمامي     | "مقعد الصف الأمامي" | براين ديفيز                 |
| 2016 | روب بيرد      | الجانب الخطأ من النهر | "الحظ السعيد"       | روب بيرد                    |
| 2016 | هايز كارل     | عشاق والسارقون        | "الحب سهل جدا"      | هايز كارل                   |
| 2018 | لوسي سيلفاس   | الغرور                | "فقط للتسجيل"       | لوسي سيلفاس، جراد كريتزستين |